# Duroc-svin
Duroc-svin er en amerikansk svinerace, der udgør en basisrace, som benyttes til krydsninger indenfor svineavl. Duroc grise er rød-brune, mellem længde, muskuløse, nedadstående ører og med et roligt temperament. Det er en højtydende svinerace.
Den første gris, der fik sin arvemasse kortlagt, var en Duroc hungris ved navn T.J. Tabasco.

## Oprindelse
Racen stammer fra Nordamerika, hvor den udgjorde en blandt flere strenge med rød-brune svin fra omkring år 1800 i New England. Hvor racen der før kom fra, det er ukendt.
Den moderne Duroc svinerace stammer fra cirka 1850 og fra krydsninger af Jersey Red og New Yorks ældre Duroc. Racen blev benyttet som dyrskuedyr omkring 1950. Duroc bruges primært som orner til krydsavl med andre svineracer som Yorkshire og Landrace.

## Dansk Duroc
Dansk Duroc stammer fra USA og Canada, hvorfra den blev importeret i perioden 1977-1979. I Danmark benyttes den som handyrrace til krydsningsprogrammer med hundyr af Dansk Yorkshire og Dansk Landrace. Ved krydsavl med Duroc opnås fuld krydsningsfrodighed, god kødkvalitet og forbedrede produktionsresultater.
Dansk Duroc er gennem årene blevet forbedret med hensyn til kødprocent og daglig tilvækst. I dag har DanAvl den største population af renracede Duroc i Europa.